# Orsara di Puglia
Orsara di Puglia es una localidad y comune italiana de la provincia de Foggia, región de Apulia, con 3.009 habitantes.

## Evolución demográfica
| Gráfica de evolución demográfica de Orsara di Puglia entre 1861 y 2001 |
|                                                                        |
| Fuente ISTAT - elaboración gráfica de Wikipedia                        |